# Тронолоне, Джон
Джон «Арахис» Тронолоне (англ. John "Peanuts" Tronolone; 12 декабря 1910, Буффало, штат Нью-Йорк, США — 29 мая 1991, Майами-Бич, штат Флорида, США) — италоамериканский гангстер, босс семьи Кливленда (1985—1991). Прозвище «Арахис» он якобы получил, раздавая конфеты соседским детям, посещавшим кондитерскую его отца. Будучи членом кливлендской мафии, Тронолоне выполнял свои семейные обязанности по большей части из своей резиденции в Южной Флориде, где он также представлял интересы нью-йоркской семьи Дженовезе и других мафиози. Он также был тесно связан с Меером Лански.

## Биография
Джон Тронолоне родился в Буффало (Нью-Йорк) и был старшим из девяти детей бакалейщика Винченцо и Марии Гноццо Тронолоне. Впервые его арестовали в 1925 году, в возрасте 14 лет, а к 22 годам на его счету было уже шесть арестов за азартные игры, хулиганство, грабёж первой степени и за хранение инструментов для взлома. За последнее правонарушение Тронолоне был осуждён и приговорён к девяти месяцам тюремного заключения. В 1930-х годах он был близким соратником гангстера Джо ДиКарло из мафии Буффало, помогая ему контролировать азартные игры и букмекеров в Буффало.
В мае 1935 года Тронолоне и несколько других членов банды ДиКарло были арестован в соответствии с недавно принятым нью-йоркским «законом Браунелла». Тронолоне и ещё двое арестованных были осуждены и приговорены к шести месяцам тюремного заключения. Позже приговоры были отсрочены. В том же 1935 и поселдующие годы Тронолоне неоднократно арестовывался, иногда добиваясь оправдания, иногда приговариваясь к незначительным срокам и штрафам. В 1945 году Тронолоне и ДиКарло были осуждены за нарушение законов об азартных играх и подкуп капитана полиции, получив по 18 месяцев тюремного заключения и штраф в размере 500 долларов.
В 1946 году ДиКарло, Тронолоне и несколько других гангстеров переехали в Янгстаун (Огайо), где под руководством Джеймса Ликаволи из кливлендской мафии, взяли под контроль местные букмекерские конторы и игорный бизнес. Уже через два года Тронолоне перебрался в район Майами (Флорида), где вместе с братом ДиКарло Сэмом начал заниматься букмекерством и азартными играми на юге Флориды. Здесь Тронолоне ассоциировался с Джоном «Кингом» Ангерсолой из кливлендской мафии и детройтским мафиози Джозефом Массеи. В Южной Флориде Тронолоне неоднократно арестовывался по обвинению в управлении игорным домом, азартных играх и букмекерстве. В 1960-х Тронолоне управлял баром Tahiti и туристическим агентством Peter Pan в Майами-Бич, которые служили прикрытием для азартных игр и рэкета ростовщиков. В 1971 году Тронолоне был осуждён за управление нелегальным букмекерским бизнесом в округах Палм-Бич, Бревард и Майами-Дейд во Флориде с предполагаемым еженедельным доходом, превышающим 1 миллион долларов, и приговорён к двум годам лишения свободы со штрафом в размере 1000 долларов.
Тронолоне часто выступал в качестве посредника между семьёй Кливленда и Комиссией мафии. Поскольку кливлендская мафия не имела своего представителя в Комиссии, её интересы представлял Энтони Салерно из семьи Дженовезе. Тронолоне в свою очередь помогал Салерно с другими важными делами. В 1980 году Анджело Бруно, глава семьи Филадельфии, был убит членами его же клана, недовольными политикой босса. Комиссия, недовольная несанкционированным убийством Бруно, вынесла смертный приговор гангстеру из Филадельфии Джонни «Кизу» Симоне. Зная, что у него проблемы, Симоне уехал во Флориду, чтобы попросить Тронолоне заступиться за него перед Салерно. Тронолоне позвонил Салерно, и тот сказал ему, что судьба Симоне решена. По просьбе Салерно Тронолоне заверил Симону, что теперь всё в порядке и что ему следует вернуться в Нью-Йорк и поговорить с Салерно. Успокоенный Симоне приехал в Нью-Йорк, где через несколько дней был надёен мёртвым.
В 1981 году Тронолоне и 14 другим мафиози были предъявлены обвинения по 29 пунктов в заговоре с целью убийства, профсоюзном рэкете, незаконных азартных играх, мошенничестве с торгами для местной пищевой и строительной промышленности, а также в заговоре с целью обмана профсоюза водителей путем мошенничества на выборах. В октябре 1983 года временный босс Анджело Лонардо, приговорённый к пожизненному заключению, пошёл на сделку с правосудием дал показания против Тронолоне и других членов семьи Кливленда. После этого Тронолоне стал временным боссом, а в 1985 году, после оправдания по обвинению в рэкете и смерти Ликаволи, официально возглавил ослабевшую кливлендскую мафию.
В 1988 году Тронолоне избежал осуждения по делу о рэкете, но это был лишь временный успех. В 1989 году он стал единственным боссом мафии арестованным в ходе тайной сделки из рук в руки. «Арахис» принял якобы украденные драгоценности от Дейва Грина, агента под прикрытием, в обмен на долги букмекеров и ростовщиков. 80-летний Тронолоне в итоге был приговорён к 9 годам тюрьмы и умер от осложнений, вызванных болезнью сердца 29 мая 1991 года находясь на свободе в ожидании апелляции. Похоронная месса прошла в католической церкви Св. Иосифа в Майами-Бич.